# 재런 러니어
재런 러니어(Jaron Lanier, 1960년 5월 3일~)는 컴퓨터 과학자이자, 비주얼 아티스트, 작곡가, 작가다. 가상현실을 처음으로 고안하고 상용화한 인물로 간주된다. 1985년 러니어는 VR고글과 장갑을 판매하는 최초의 회사인 VPL Research, Inc를 설립했다. 네트워크로 연결된 여러 사람이 가상 세계를 탐험하는 프로그램과 그 시스템 안에서 이용자를 대표하는 아바타를 개발하고 의료 수술 시뮬레이션과 같은 가상현실 응용프로그램을 최초로 도입했다.
14살에 뉴멕시코 주립 대학교에 입학했고 미국국립과학재단의 디지털 그래픽 시뮬레이션 프로젝트에 참가하면서 컴퓨터 프로그래밍을 처음 접했다. 1990년대 후반에는 Internet2 용 응용 프로그램을 작업했으며 2000년대에는 Silicon Graphics와 여러 대학에서 객원 학자로 있었다. 2006년에는 마이크로소프트에서 일하기 시작했으며 2009년부터는 Microsoft Research에서 학제 간 과학자로 일했다. 정보기술 분야에 대한 공로를 인정받아 전기 전자 기술자 협회가 수요하는 평생 공로상을 받았다.
현대 클래식 음악 작곡가이며 희귀한 악기를 수집가이기도 하다. 2010년에는 타임스 선정 가장 영향력있는 사람 타임 100 명단에 선정되었다.

## 저서
- 《디지털 휴머니즘》, 김상현 옮김, 에이콘출판사, 2011년 1월
- 《미래는 누구의 것인가》, 노승영 옮김, 열린책들, 2016년 7월
- 《가상 현실의 탄생》, 노승영 옮김, 열린책들, 2018년 12월
- 《지금 당장 당신의 SNS계정을 삭제해야 할 10가지 이유》, 신동숙 옮김, 글항아리, 2019년 5월